# Joe Robert Cole
Joe Robert Cole é um cineasta, roteirista, editor e produtor americano. Dentre seus trabalhos, estão presentes American Crime Story e Black Panther, tendo sido indicado por este último ao Critics' Choice Movie Awards de 2019 na categoria de Melhor Roteiro Adaptado.